# Broseley
Broseley è un paese di 4 912 abitanti della contea dello Shropshire, in Inghilterra.